# Here with Me (пісня Marshmello)
«Here with Me» — пісня американського продюсера Marshmello за участі шотландського гурту Chvrches. Він вийшов 8 березня 2019 року разом із кліпом. Офіційне відео було випущено 10 квітня 2019 року.

## Композиція
Пісню називали нагадуванням про попередню електронну роботу Marshmello, причому відкриття було «помітно стриманим», що «надає йому рідкісний шанс експериментувати з гітарами». Інструментальні засоби також були описані як «акустичні гітари і EDM удари».

## Акція
Поряд з оголошенням пісні, Marshmello опублікував 19-секундний фрагмент пісні, а Your EDM сказали, що пісня звучить більше як попередні сингли Marshmello з вокалістами, а не його серіал Joytime. 3 квітня 2019 року Marshmello та Chrvches дали живий виступ «Here with Me» на Jimmy Kimmel Live!.

## Чарти
«Here with Me» став четвертим синглом Marshmello, що зайняв перше місце (і його сьомим, що увійшов у топ-10) і Chvrches першим у чарті Billboard Dance/Mix Show Airplay. Вона також досягла першої двадцятки в Канаді. Пісня зайняла 9 місце у Великій Британії

## Кредити та персонал
Кредити адаптовані від Tidal.
- Marshmello — production, lyrics
- Steve Mac — additional production
- Lauren Mayberry — vocals, lyrics
- Iain Cook — guitar, lyrics
- Brandon Buttner — studio personnel, vocal engineering
- Martin Doherty — lyrics

## Чарти
| Чарт (2019)                                  | Найвища позиція |
| -------------------------------------------- | --------------- |
| Австралія (ARIA)                             | 9               |
| Австрія (Ö3 Austria Top 75)                  | 42              |
| Бельгія (Ultratop Flanders)                  | 20              |
| Бельгія (Ultratop Wallonia)                  | 49              |
| Канада (Canadian Hot 100)                    | 17              |
| Чехія (Singles Digitál Top 100)              | 20              |
| Данія (Tracklisten)                          | 18              |
| Франція (SNEP)                               | 189             |
| Німеччина (Official German Charts)           | 49              |
| Germany Dance (Official German Charts)       | 5               |
| Угорщина (Stream Top 40)                     | 13              |
| Ірландія (IRMA)                              | 10              |
| Японія (Japan Hot 100)                       | 65              |
| Japan Hot Overseas (Billboard)               | 3               |
| Нідерланди (Dutch Top 40)                    | 14              |
| Нідерланди (Mega Single Top 100)             | 42              |
| New Zealand (Recorded Music NZ)              | 24              |
| Норвегія (VG-lista)                          | 28              |
| Португалія (AFP)                             | 59              |
| Шотландія (Official Charts Company)          | 11              |
| Сінгапур (RIAS)                              | 13              |
| Словаччина (Singles Digitál Top 100)         | 16              |
| Швеція (Sverigetopplistan)                   | 39              |
| Швейцарія (Media Control AG)                 | 62              |
| Велика Британія (Official Charts Company)    | 9               |
| Велика Британія (UK Dance Chart)             | 1               |
| США (Billboard Hot 100)                      | 37              |
| США (Adult Top 40) (Billboard)               | 22              |
| США (Alternative Songs) (Billboard)          | 25              |
| США (Hot Dance/Electronic Songs) (Billboard) | 3               |
| США (Hot Dance Airplay) (Billboard)          | 1               |
| США (Mainstream Top 40) (Billboard)          | 15              |

## Сертифікації
| Регіон                                                                                            | Сертифікація | Продажі  |
| ------------------------------------------------------------------------------------------------- | ------------ | -------- |
| Австралія (ARIA)                                                                                  | Золото       | 35,000 ^ |
| * показники продажів на основі сертифікації ^ Поставки цифри засновані на сертифікації в поодинці |              |          |